# Mbaqanga
Le mbaqanga est un style de musique zouloue né au début des années 1960 qui s'est répandu dans l'Afrique, et dont les racines bantoues continuent d'influencer les musiciens du monde entier aujourd'hui.

## Contexte historique
Historiquement, les lois dites « Land Act » de 1913 et « Group Areas Act » (1950) interdisaient tout mélange entre les communautés tribales, d'où une forme d' ostracisme à l'encontre de la plupart des musiciens noirs. Peu connus au-delà de leurs territoires géographiques, très peu d'artistes noirs ont pu s'y produire ou percer au national, certains se sont exilés. Le fait que la plupart des grandes maisons de disques appartenaient à des Blancs et l'accentuation de la sévérité de la politique raciale de la SABC (South African Broadcasting Corporation) en 1960 mettait ce milieu musical sous une chape de plomb. Il faut attendre la popularité de Miriam Makeba, puis fin des années 80 celle de Johnny Clegg et Paul Simon pour que le mbaqanga accède à un reconnaissance internationale.

## Origine

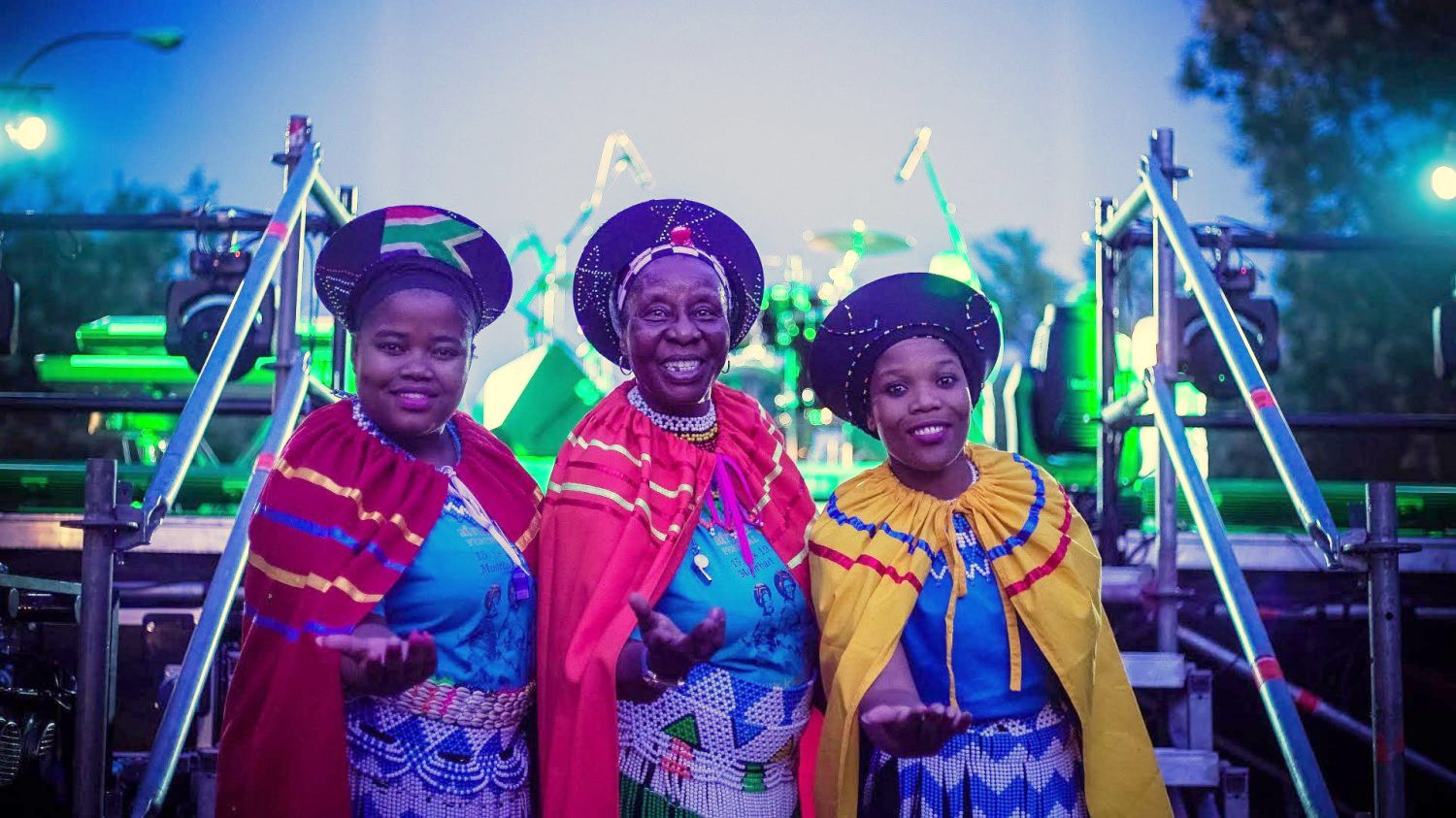
Mahotella Queens

Le mbaqanga s'est développé dans les shebeens sud-africains au cours des années 1960. C'est dans ces établissements tenus par des cabaretières (Shebeen Queens) que des boissons illicites comme le skokiaan ("Chikokiyana" en Shona) étaient vendues. C'est dans cette ambiance de prohibition que s'est développé le renouveau de la tradition musicale africaine .
En zoulou, le terme mbaqanga signifie "La bouillie quotidienne de farine de maïs". La musique Mbaqanga a été une opportunité pour les amateurs de jazz africain : beaucoup d'entre eux y trouvèrent une forme basique de subsistance musicale et spirituelle en intégrant les chants religieux à quatre voix apportés par les colonisateurs européens. Siyahamba, un chant traditionnel zoulou, s'inscrit dans le courant des chants de dévotion a cappella. Ses paroles signifient « Nous marchons dans la lumière de Dieu ». Ce fut leur « pain quotidien musical ».
Le mbaqanga a permis au de faire le lien entre l'utilisation des instruments venus d'Occident et le style vocal sud-africain. Cette période dite des indépendances a vu naitre des mouvements musicaux similaires dans toute l'Afrique, avec un retour aux sources des rythmes depuis l'Amérique par le jazz entre autres, mais aussi toutes les musiques caraïbes.
Par ailleurs, de nombreux spécialistes considèrent que le mbaqanga est un mélange entre marabi et kwela. Le ministère du Tourisme d'Afrique du Sud le décrit comme « la structure cyclique du marabi [...] avec une grosse cuillerée de swing de big band américain jetée dessus ».

## Les principaux musiciens

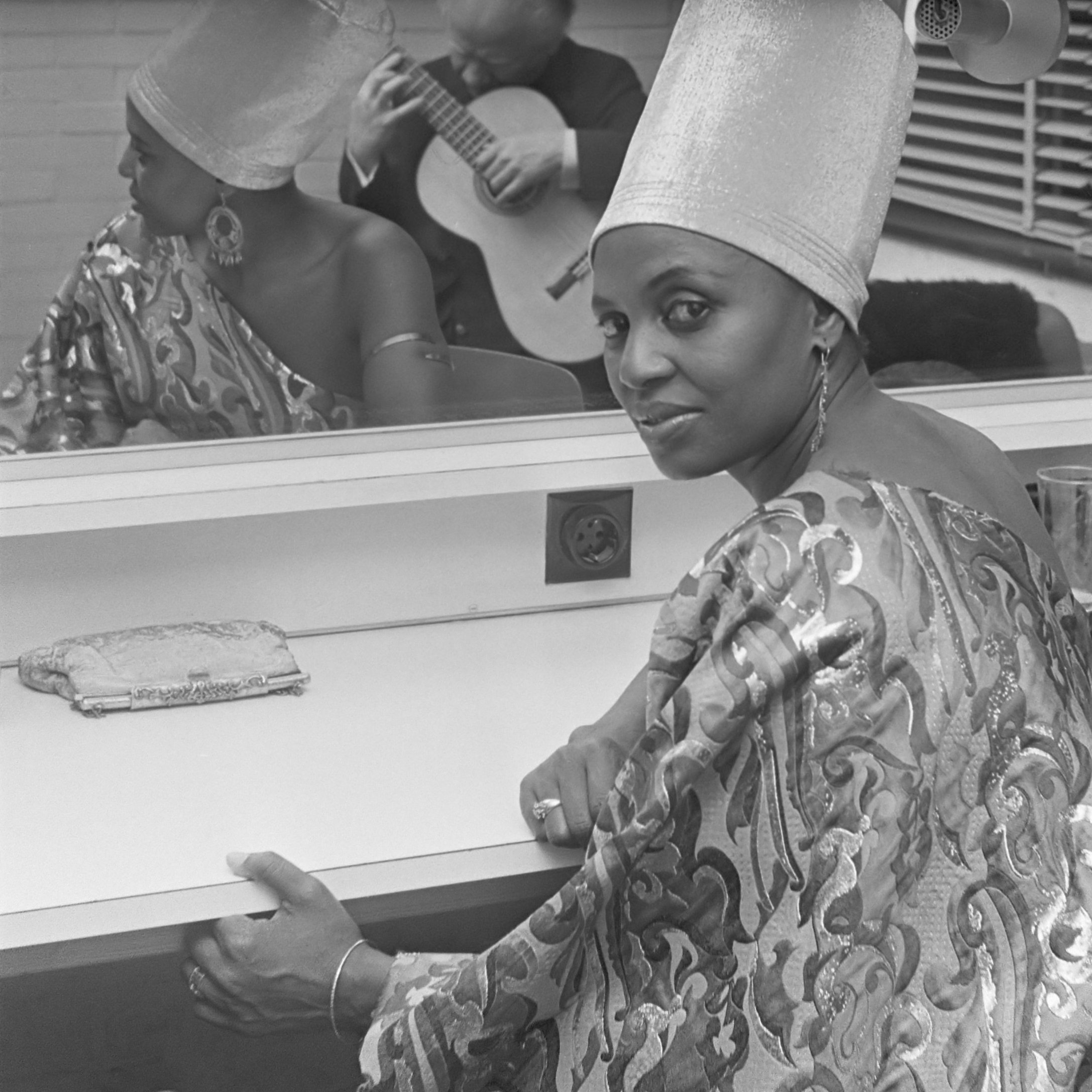
Miriam Makeba (1969)

L'un des premiers groupes innovateurs du mbaqanga fut le « Makgona Tsohle Band » de la ville de Pretoria. Il se composait de Marks Mankwane (guitare solo), Joseph Makwela (guitare basse), Vivian Ngubane (guitare rythmique), Lucky Monama (batterie) et West Nkosi (saxophone).
Le genre a gagné en popularité avec les stations de la South African Broadcasting Corporation. Les premiers artistes furent Miriam Makeba, Dolly Rathebe et Letta Mbulu.
Le mbaqanga a maintenu sa popularité jusqu'aux années 1980, date à laquelle il a été remplacé par le Bubblegum pop, musique pop sud-africaine.
D'autres artistes ont acquis une notoriété au fil du temps et ont conquis un solide public de fans :
- Ladysmith Black Mambazo, un groupe vocal sud-africain, fondé en 1960 par Joseph Shabalala. Célèbre pour ses performances a cappella, il est représentatif des styles mbube et isicathamiya. Sa composition a évolué au fil des années. Il a été rendu mondialement célèbre grâce à sa participation à l’album de Paul Simon, Graceland.
- « Makgona Tsohle Band » formé en 1964 à Mavuthela (la division « musique noire » de Gallo Record Company )
- Mahlathini, connu sous le nom de « Lion de Soweto »,
- « Mahotella Queens », un groupe féminin sud-africain formé en 1964 par le producteur de musique Rupert Bopape
- « Dark City Sisters and the Soul », également formé en 1958 par le producteur de musique Rupert Bopape.
- Simon Baba Mokoena,

L'un des rares groupes de mbaqanga à persister au début des années 2000 est « The Cool Crooners », du Zimbabwe, qui résulte d'une fusion entre deux groupes rivaux ayant plus ou moins cessé leur activité, « The Cool Four » et « The Golden Delicious Rhythm Crooners »,. Deux albums sont à leur actif à la suite de la renaissance du groupe : Blue sky (05/2002 - EPIC, Globe Music 2001) et Isatilo (Atelier Noaille, 2004).
Ils se sont produits en France entre autres lors de l'émission « Des mots de minuit » le 16/02/2005 y interprétant le légendaire Clik Song de Miriam Makeba. La moyenne d'age des membres était alors supérieur à 60 ans. Blue Skye était alors le surnom d'une prison importante du régime dictatorial de l'époque, le morceau de ciel bleu l'espoir.
La musique et la danse zouloues ont été mondialement diffusées, notamment grâce aux reprises de chansons traditionnelles (comme The Lion Sleeps Tonight), Pata Pata de Miriam Makeba et sa reprise à l'internationale par Manu Dibango, mais aussi en France par Sylvie Vartan, par l'artiste international Johnny Clegg (surnommé le "Zoulou Blanc") et Paul Simon au début des années 90. Elle se caractérise traditionnellement par des voix et des polyphonies alors que le haut de l'Afrique bénéficiait de l'apport de nombreux instruments à corde, le centre ayant développé d'autres instruments ( balafon, kalimba etc).

## Evolution et influence
La popularité du Mbaqanga s'est estompée au cours des années 1970 sous l'influence de la pop, de la soul et de la discothèque occidentale en Afrique du Sud. Les concerts publics ont diminué du fait que le public recherchait des styles vocaux et instrumentaux plus urbains, moins marqués.
Le mbaqanga a continué de péricliter dans les années 1980 avec la popularisation d'un nouveau genre urbain appelé Bubblegum pop. Pop afro-dance, le Bubblegum a été principalement influencé par le mbaqanga et d'autres styles africains populaires. Avec l'introduction de la télévision en 1976, ce genre musical s'etait imposé dans tous les groupes ethniques. Evolution vers une musique plus urbaine que traditionnelle, le genre Bubblegum comptait de nombreux musiciens à succès, dont Chico Twala [2], Yvonne Chaka Chaka et Brenda Fassie. La dérivation du mbaqanga en bubblegum a énormément contribué au développement du kwaito.
La bubblegum pop (également connue sous les noms de bubblegum pop, musique bubblegum ou simplement bubblegum) est un genre de musique pop conçu et commercialisé dans le but d'attirer un public adolescent et préadolescent, souvent dirigé par des producteurs et utilisant des interprètes inconnus. Le bubblegum prend son essor entre 1967 et 1972,, suivi par une seconde vague deux années plus tard et se poursuit jusqu'en 1977, année où le disco gagne en notoriété et où le punk rock émerge.
Le mbaqanga a été relancé entre 1983 et 1986, avec l'intégration de la musique sud-africaine dans l'album Graceland (1986) de Paul Simon. Mahlathini et les apparitions des Mahotella Queens dans des festivals en France et au 70e anniversaire du concert de Nelson Mandela au stade de Wembley (Londres) en 1988 (avec le « White Zulu », le "Zoulou Blanc" Johnny Clegg) ont permis un regain de popularité international.
La fusion du mbaqanga avec la boeremusiek des colons blancs a rapidement donné le boereqanga. Parmi les musiciens sud-africains blancs influencés par ce style, on notera l'auteur-compositeur-interprète Robin Auld mais aussi Nico Carstens, vétéran de l'accordéon afrikaans (l'auteur d'un hit international boereqanga  avec "Zambezi".
Britney Spears exploitera également le genre mbaqanga vers la fin des années 1990.

Le groupe Bantu Continua Uhuru Consciousness (BCUC) de Soweto, formé en 2003 et qui chante dans les 11 langues officielles de l'Afrique du Sud, est le plus représentatif. Le groupe est composé de Nkosi « Jovi » Zithulele, Kgomotso Mokone, Thabo « Cheex » Mangle, Mritho Luja, Lehlohonolo « Hloni » Maphunye et Skhumbuzo Mahlangu, avec Mosebetsi Ntsimande du groupe Uju comme bassiste vedette. Leur musique a été décrite comme « la future pop afro-psychédélique ».

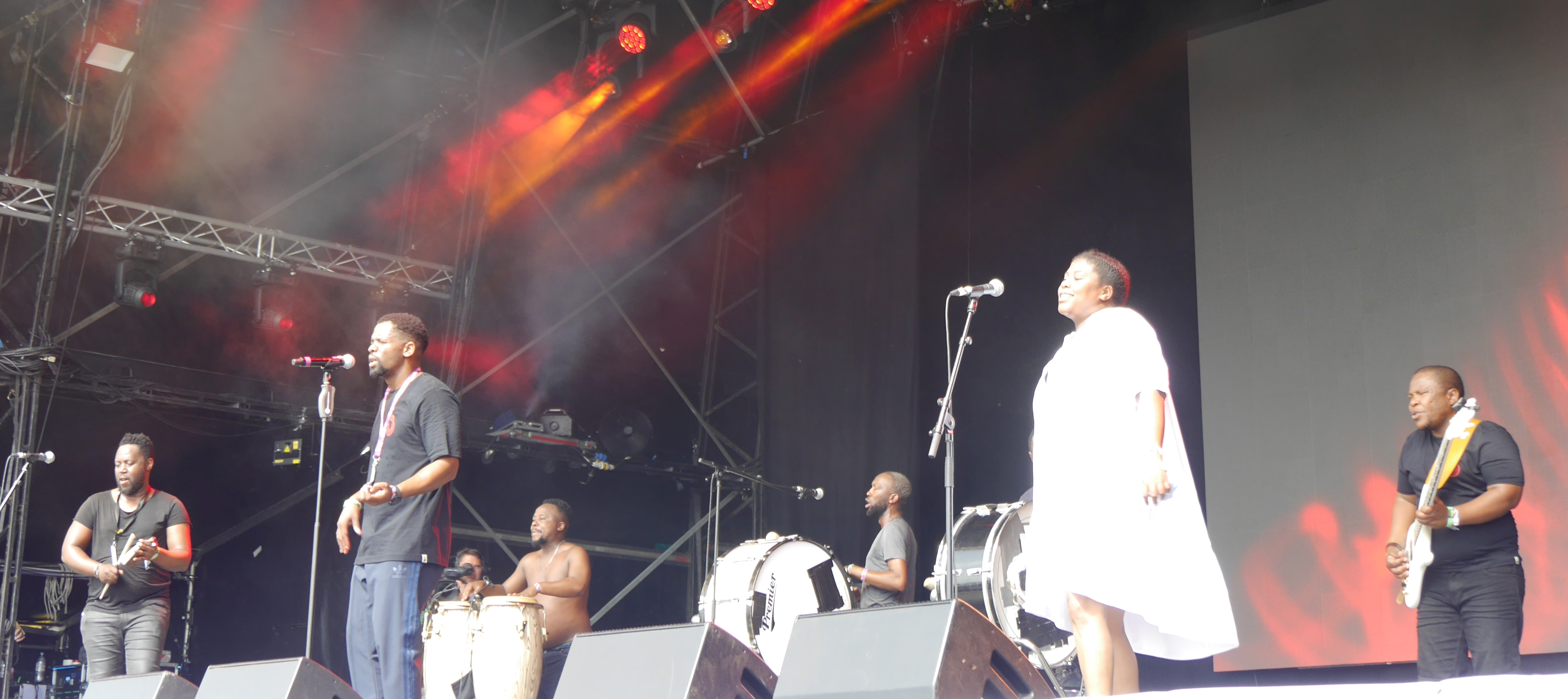
Bantu Continua Uhuru Consciousness en 2019 au festival de Glastonbury

Le groupe Mahotella Queens a obtenu un succès international en 2017, avec son mbaqanga se rapprochant des sonorités traditionnelles.
En 2020, le genre se maintient notamment avec les Mahotella Queens, les Soul Brothers et . L'influence du mbaqanga reste grande dans le monde, en atteste le groupe norvégien « Real Ones », qui a inclus un morceau hommage, « All the Way Back (Shades of Mbaqanga) », dans leur album sorti en 2003 « This is Camping ».